# 115 Dywizjon Artylerii Haubic
115 Dywizjon Artylerii Haubic został sformowany latem 1957 na bazie 35 Brygady Artylerii Armat. 115 Dywizjon wchodził w skład 10 Sudeckiej Dywizji Pancernej. Stacjonował w garnizonie Tarnowskie Góry.
W roku 1969 115 Dywizjon został rozformowany a na jego bazie powstał 39 Pułk Artylerii.